# Tupaies
|  | Per a altres significats, vegeu «Tupaia (gènere)». |

Les tupaies (Scandentia) són mamífers petits que viuen als boscos tropicals del sud i sud-est asiàtic. Constitueixen tot l'ordre Scandentia, que es divideix en dues famílies: els tupàids (19 espècies) i els ptilocèrcids (una espècie, la tupaia de cua emplomallada). N'hi ha vint espècies repartides en cinc gèneres. Les tupaies tenen el cervell més gros en proporció al pes del cos de qualsevol animal, fins i tot més que els éssers humans.
Les tupaies tenen una proporció de massa cerebral i corporal més alta que qualsevol altre mamífer, inclosos els humans, però les proporcions altes no són estranyes per als animals que pesen menys d'1 kg.
Entre els ordres de mamífers, les tupaies estan estretament relacionades amb els primats i s'han utilitzat com a alternativa als primats en estudis experimentals de miopia, estrès psicosocial i hepatitis.

## Nom
El nom Tupaia deriva de tupai, la paraula malaia per a esquirol, i va ser ideat per Stamford Raffles.

## Descripció

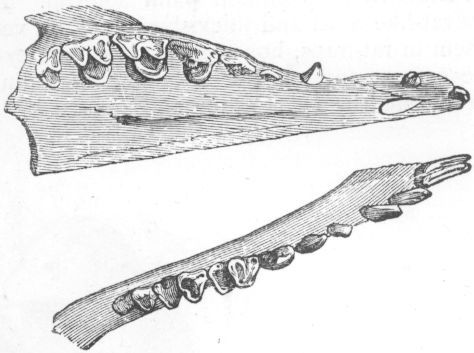
Dentició de Tupaia

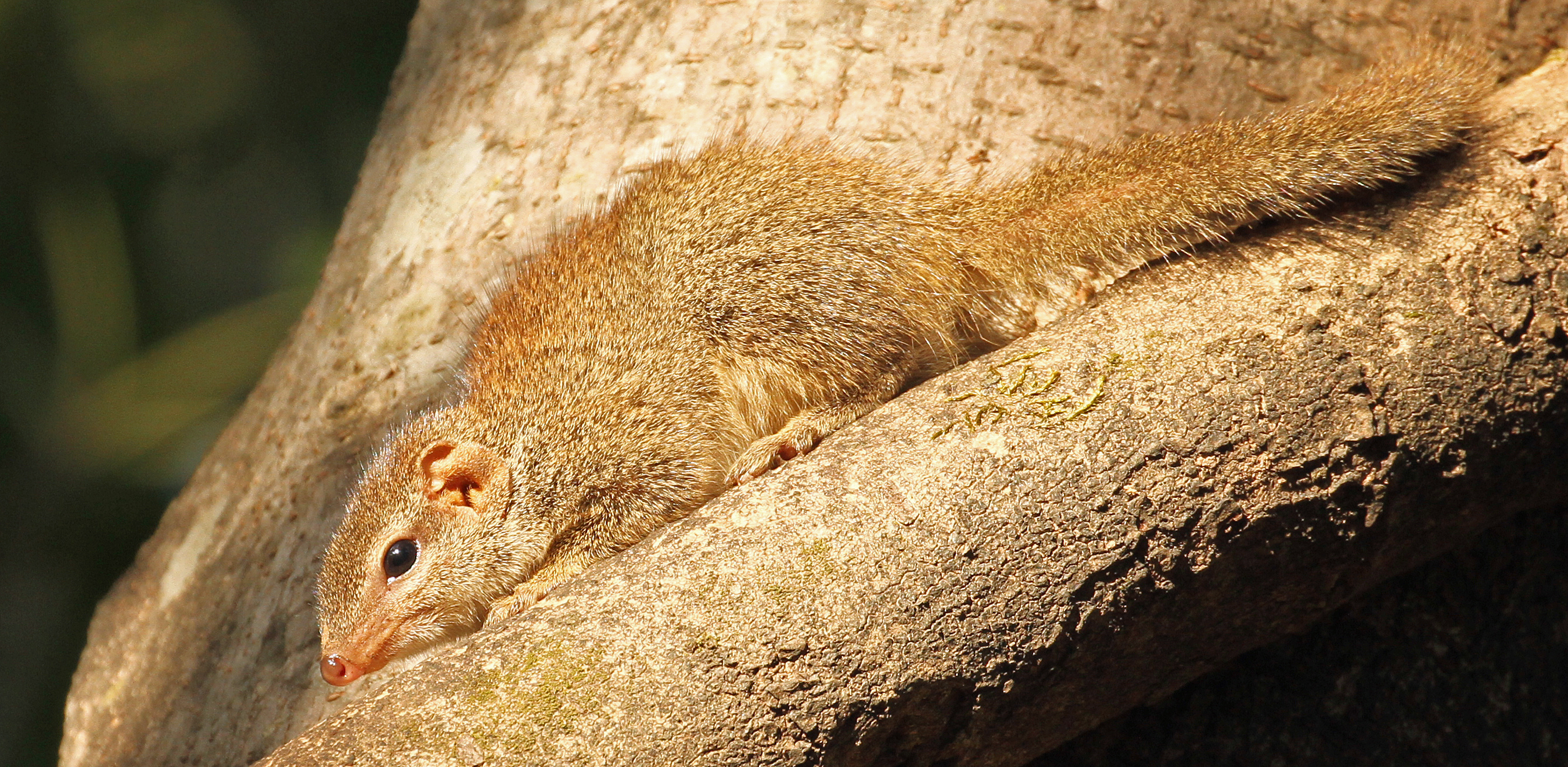
Tupaia de Madras (Anathana ellioti)

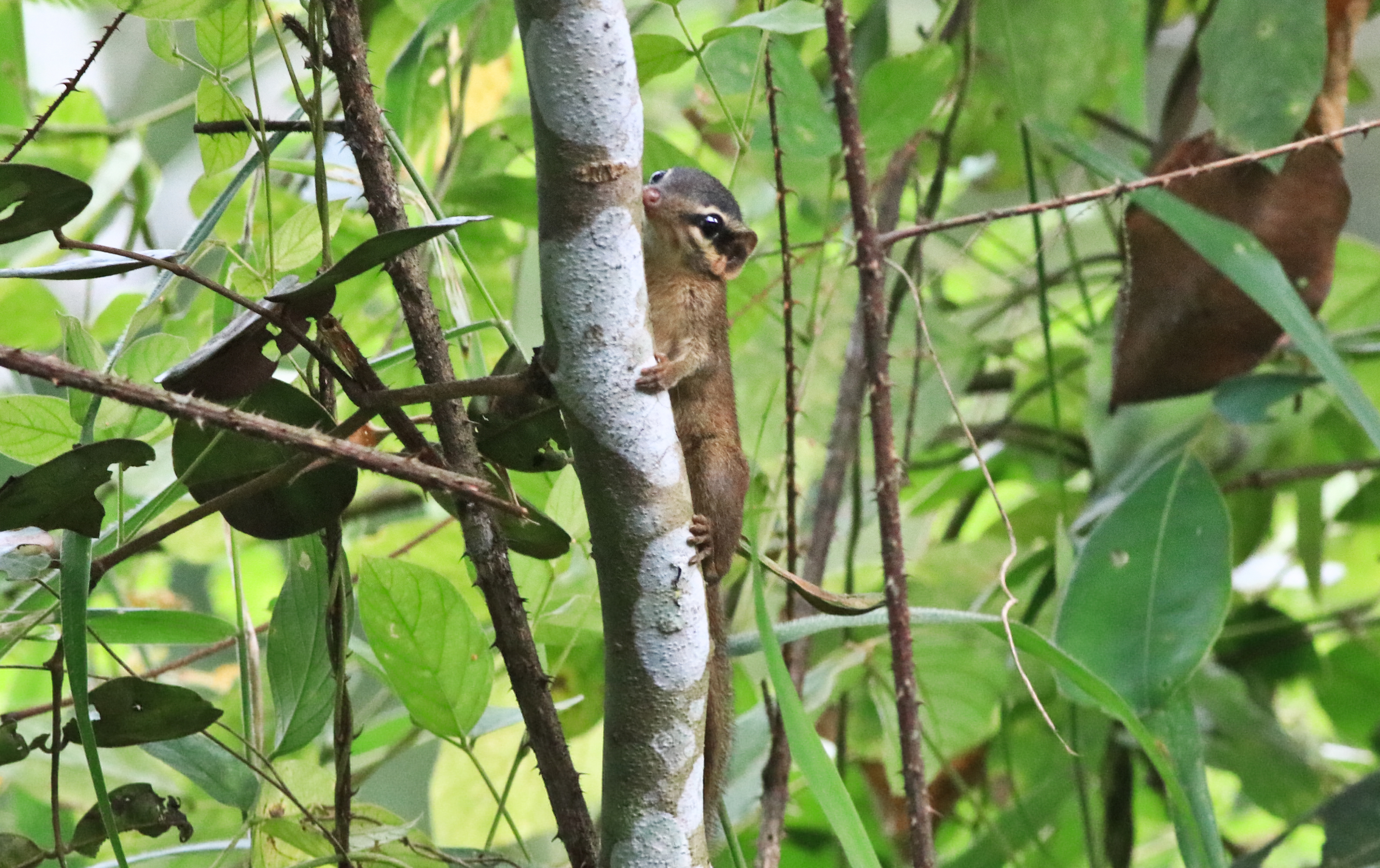
Tupaia cuafina indoxinesa (Dendrogale murina)

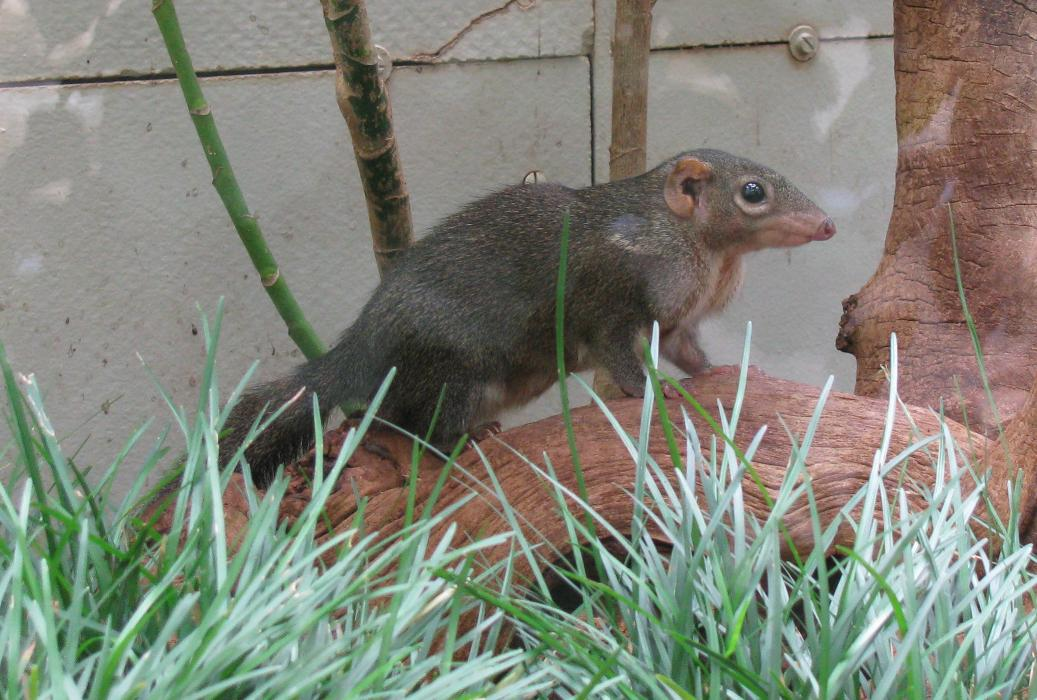
Tupaia de Belanger (Tupaia belangeri)

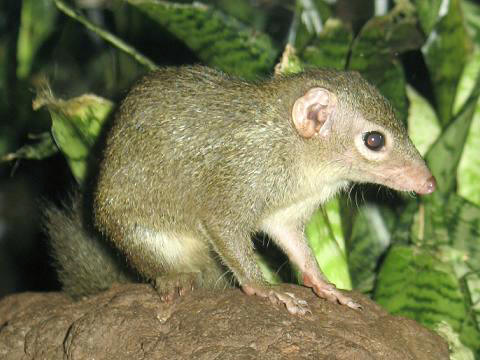
Tupaia comuna (T. glis)

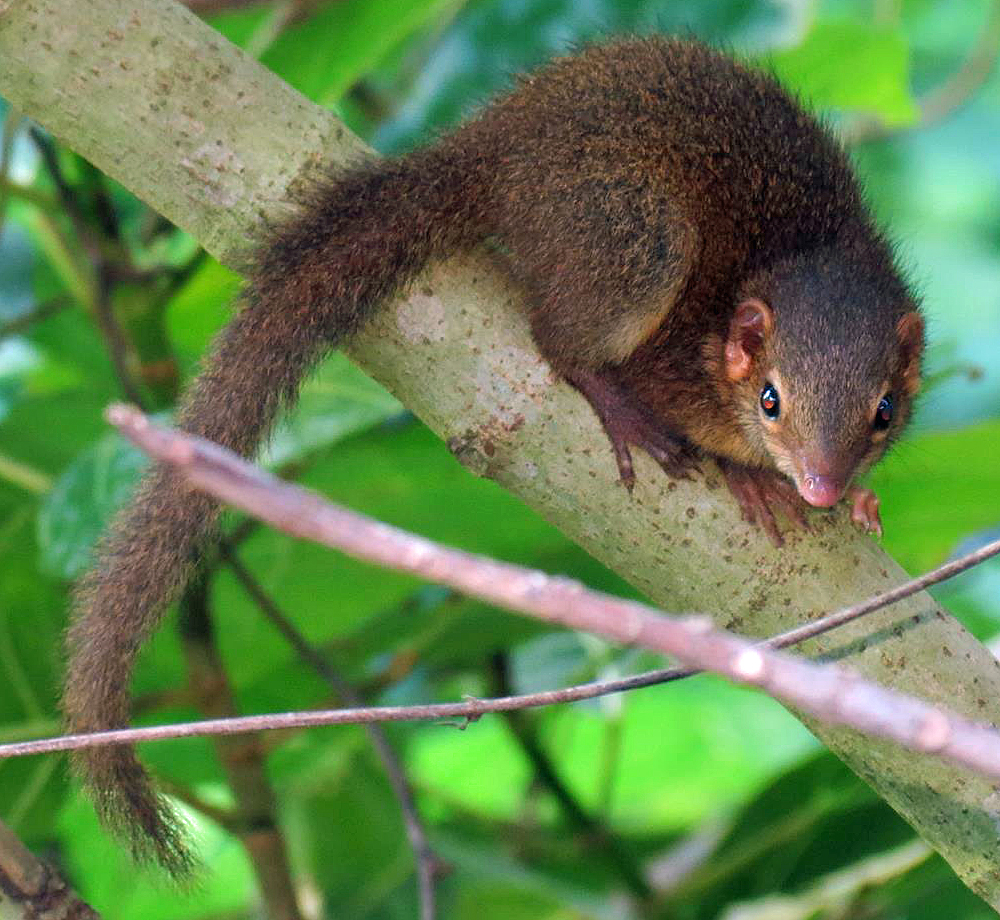
Tupaia de Horsfield (T. javanica)

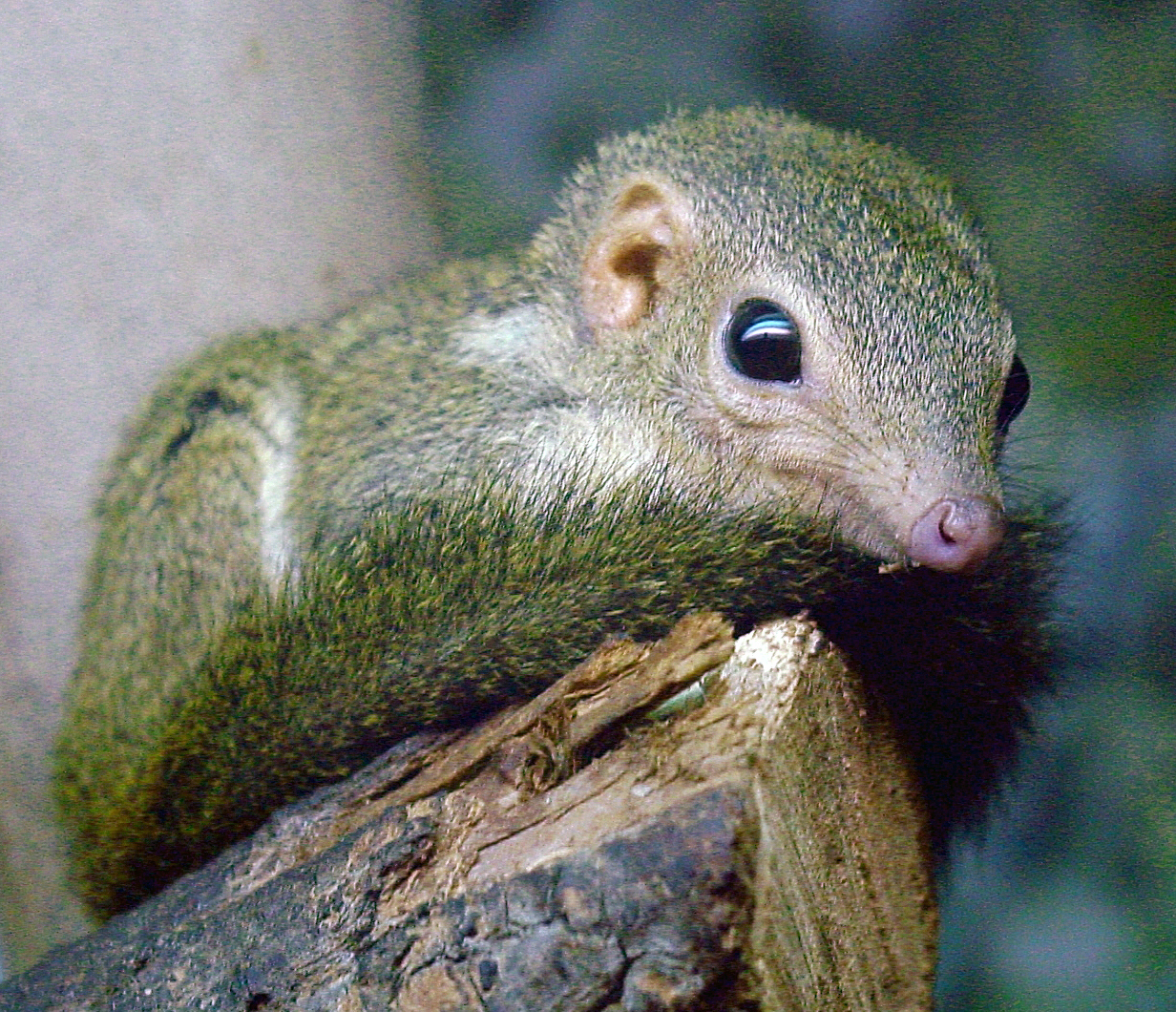
Tupaia Pigmea (T. minor)

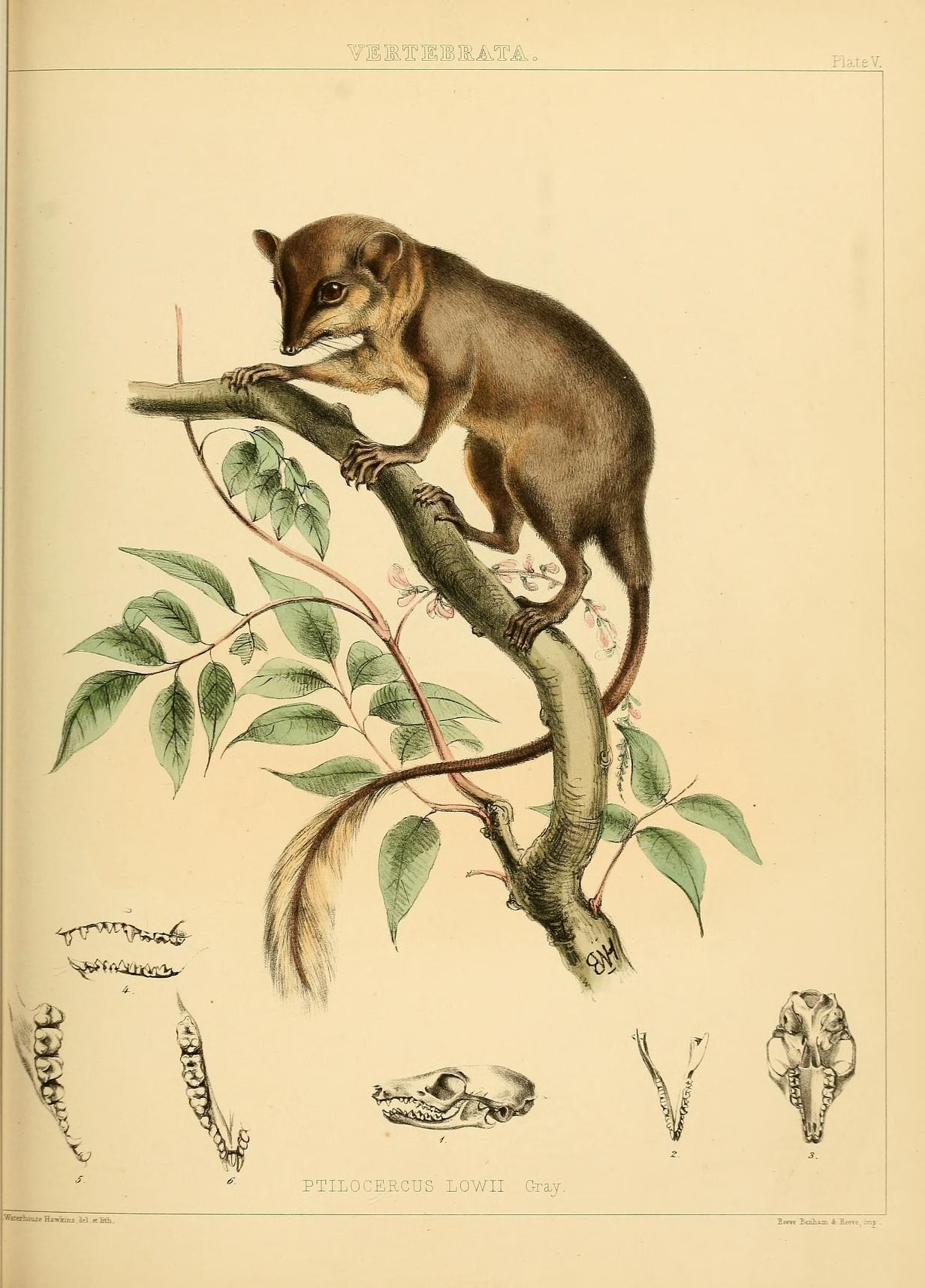
Tupaia de cua emplomallada (representació de 1850 de Ptilocercus lowii)

Les tupaies són animals esvelts amb cues llargues i pelatge suau, de color grisenc a marró vermellós. Les espècies terrestres solen ser més grans que les que viuen arbres i tenir urpes més grans, que utilitzen per desenterrar preses d'insectes. Tenen dents canines poc desenvolupades i molars no especialitzats, amb una fórmula dental global de 2.1.3.3 / 3.1.3.3.
Les tupaies tenen bona visió, que és binocular en el cas de les espècies més arbòries.

## Reproducció
Les femelles de tupaies tenen un període de gestació de 45 a 50 dies i donen a llum fins a tres cries en nius folrats de fulles seques dins dels buits dels arbres. Les cries neixen cegues i sense pèl, però poden abandonar el niu al cap d'aproximadament un mes. Durant aquest període, la mare proporciona relativament poca atenció materna, visitant els seus petits només uns minuts cada dos dies per alletar-los.
Les topaies arriben a la maduresa sexual després d'uns quatre mesos i es reprodueixen durant gran part de l'any, sense una temporada de reproducció clara en la majoria de les espècies.

## Comportament
Les tupaies viuen en petits grups familiars, que defensen el seu territori dels intrusos. La majoria són diürnes, encara que la tupaia de cua emplomallada és nocturna.
Marquen els seus territoris utilitzant diverses glàndules olorífiques o orina, depenent de l'espècie particular.

## Dieta
Les tupaies són omnívores, s'alimenten d'insectes, petits vertebrats, fruits i llavors. Entre altres coses, les tupaies mengen fruita de Rafflesia.
La tupaies amb cua de ploma a Malàisia poden consumir grans quantitats de nèctar fermentat de manera natural dels capolls florals de la palmera Bertam Eugeissona tristis (amb fins a un 3,8% de contingut d'alcohol) durant tot l'any sense que això tingui cap efecte sobre el comportament.
També s'ha observat que les tupaies mengen intencionadament aliments rics en capsaïcina i Cap2, un comportament únic entre altres mamífers diferents dels humans. Una única mutació de TRPV1 redueix la seva resposta al dolor a les capsaïcines, que els científics creuen que és una adaptació evolutiva per poder consumir aliments picants en els seus hàbitats naturals.

## Taxonomia
Constitueixen tot l'ordre Scandentia, dividit en les famílies tupàids, les tupaies, i Ptilocercidae, la tupaia de cua de ploma. Les 20 espècies es classifiquen en cinc gèneres.
Les tupaies es van traslladar de l'ordre dels insectívors a l'ordre dels primats a causa de certes similituds internes amb els primats (per exemple, semblances en l'anatomia del cervell, destacades per Wilfrid Le Gros Clark), i es van classificar com a "prosimis primitius", però aviat es van separar dels primats i es van traslladar al seu propi clade. Els taxònoms continuen perfeccionant les relacions de les tupaies amb els primats i amb altres clades estretament relacionats.
Els estudis filogenètics moleculars han suggerit que les tupaies arborícoles haurien de rebre el mateix rang (ordre) que els primats i, amb els primats i els lèmurs voladors (colugos), pertanyen a l'ordre dels Euarconts. Segons aquesta classificació, els Euarchonta són germans dels Glirs (lagomorfs i rosegadors), i els dos grups es combinen en el superordre Euarchontoglires. No obstant això, no es pot descartar la col·locació alternativa de les tupaies com a germanes tant de Glirs com de Primatomorpha. Estudis recents situen Scandentia com a germana dels Glirs, invalidant Euarchonta: és aquesta organització la que es mostra al diagrama d'arbre següent.
|        | Scandentia (tupaies)                                                                    |
|        |                                                                                         |
| Glires | \| \| Rodentia (rosegadors) \| \| \| \| \| \| Lagomorpha (conills, llebres) \| \| \| \| |
|        | \| \| Rodentia (rosegadors) \| \| \| \| \| \| Lagomorpha (conills, llebres) \| \| \| \| |
|        | Rodentia (rosegadors)                                                                   |
|        |                                                                                         |
|        | Lagomorpha (conills, llebres)                                                           |
|        |                                                                                         |

|  | Rodentia (rosegadors)         |
|  |                               |
|  | Lagomorpha (conills, llebres) |
|  |                               |

|  | Dermoptera                                                    |
|  |                                                               |
|  | \| \| †Plesiadapiformes \| \| \| \| \| \| Primats \| \| \| \| |
|  |                                                               |
|  | †Plesiadapiformes                                             |
|  |                                                               |
|  | Primats                                                       |
|  |                                                               |

|  | †Plesiadapiformes |
|  |                   |
|  | Primats           |
|  |                   |

|        | Scandentia (tupaies)                                                                    |
|        |                                                                                         |
| Glires | \| \| Rodentia (rosegadors) \| \| \| \| \| \| Lagomorpha (conills, llebres) \| \| \| \| |
|        | \| \| Rodentia (rosegadors) \| \| \| \| \| \| Lagomorpha (conills, llebres) \| \| \| \| |
|        | Rodentia (rosegadors)                                                                   |
|        |                                                                                         |
|        | Lagomorpha (conills, llebres)                                                           |
|        |                                                                                         |

|  | Rodentia (rosegadors)         |
|  |                               |
|  | Lagomorpha (conills, llebres) |
|  |                               |

|  | Dermoptera                                                    |
|  |                                                               |
|  | \| \| †Plesiadapiformes \| \| \| \| \| \| Primats \| \| \| \| |
|  |                                                               |
|  | †Plesiadapiformes                                             |
|  |                                                               |
|  | Primats                                                       |
|  |                                                               |

|  | †Plesiadapiformes |
|  |                   |
|  | Primats           |
|  |                   |

En el passat s'havien proposat altres arranjaments d'aquestes ordres, i l'arbre anterior només és una proposta ben afavorida. Encara que se sap que Scandentia és un dels clades Euarchontoglire més basals, la posició filogenètica exacta encara no es considera resolta: pot ser germana de Glirs, Primatomorpha, o Dermoptera, o separada i germana de tots els altres Euarchontoglires. Els elements curts intercalats (SINE) mostren fortament que els scandentia pertanyen al grup euarchonta:
|  | Rodentia (rosegadors)         |
|  |                               |
|  | Lagomorpha (conills, llebres) |
|  |                               |

|  | Dermoptera |
|  |            |

|  | Primats (†Plesiadapiformes, Strepsirrhini, Haplorrhini) |
|  |                                                         |

|  | Dermoptera |
|  |            |

|  | Primats (†Plesiadapiformes, Strepsirrhini, Haplorrhini) |
|  |                                                         |

|  | Dermoptera |
|  |            |

|  | Primats (†Plesiadapiformes, Strepsirrhini, Haplorrhini) |
|  |                                                         |

|  | Dermoptera |
|  |            |

|  | Primats (†Plesiadapiformes, Strepsirrhini, Haplorrhini) |
|  |                                                         |

|  | Rodentia (rosegadors)         |
|  |                               |
|  | Lagomorpha (conills, llebres) |
|  |                               |

|  | Dermoptera |
|  |            |

|  | Primats (†Plesiadapiformes, Strepsirrhini, Haplorrhini) |
|  |                                                         |

|  | Dermoptera |
|  |            |

|  | Primats (†Plesiadapiformes, Strepsirrhini, Haplorrhini) |
|  |                                                         |

|  | Dermoptera |
|  |            |

|  | Primats (†Plesiadapiformes, Strepsirrhini, Haplorrhini) |
|  |                                                         |

|  | Dermoptera |
|  |            |

|  | Primats (†Plesiadapiformes, Strepsirrhini, Haplorrhini) |
|  |                                                         |

### Ordre Scandentia
Les 23 espècies es classifiquen en quatre gèneres, que es divideixen en dues famílies. La majoria pertanyen a la família «ordinària» dels tupàids, però una espècie, la tupaia de cua emplomallada, és prou diferent per a justificar la col·locació a la seva pròpia família, els Ptilocercidae; es creu que les dues famílies es van separar fa 60 milions d'anys. L'antic gènere Tupaiidae Urogale es va dissoldre el 2011 quan la tupaia de Mindanao es va traslladar a Tupaia basant-se en una filogènia molecular.
Família Tupaiidae

- Gènere Anathana
  - Tupaia de l'Índia, A. ellioti

- Gènere Dendrogale
  - Tupaia cuafina de Borneo, D. melanura
  - Tupaia cuafina indoxinesa, D. murina

- Gènere Tupaia
  - Tupaia de Belanger, T. belangeri
  - Tupaia de ventre daurat, T. chrysogaster
  - Tupaia de l'illa de Bangka, T. discolor
  - Tupaia ratllada, T. dorsalis
  - Tupaia de les Filipines, T. everetti
  - Tupaia de Sumatra, T. ferruginea
  - Tupaia comuna, T. glis
  - Tupaia esvelta, T. gracilis
  - Tupaia de Java, T. hypochrysa
  - Tupaia de Horsfield, T. javanica
  - Tupaia de peus llargs, T. longipes
  - Tupaia pigmea, T. minor
  - Tupaia de muntanya, T. montana
  - Tupaia de les illes Nicobar, T. nicobarica
  - Tupaia de Palawan, T. palawanensis
  - Tupaia pintada, T. picta
  - Tupaia de Kalimantan, T. salatana
  - Tupaia de cua vermella, T. splendidula
  - Tupaia grossa de Borneo, T. tana

Família Ptilocercidae

- Gènere Ptilocercus
  - Tupaia de cua emplomallada, P. lowii

## Registre fòssil
El registre fòssil de les tupaies és pobre. La tupaia putativa més antiga, Eodendrogale parva, és de l'Eocè mitjà de Henan, Xina, però la identitat d'aquest animal és incerta. Altres fòssils provenen del Miocè de Tailàndia, Pakistan, Índia i Yunnan, Xina, així com del Pliocè de l'Índia. La majoria pertanyen a la família Tupaiidae; es creu que una espècie fòssil descrita de l'Oligocè de Yunnan està més a prop de la tupaia amb cua de ploma.
Les espècies fòssils anomenades inclouen Prodendrogale yunnanica, Prodendrogale engesseri i Tupaia storchi de Yunnan, Tupaia miocenica de Tailàndia, Palaeotupaia sivalicus de l'Índia i Ptilocercus kylin de Yunnan.